# Nieuw-Vennep

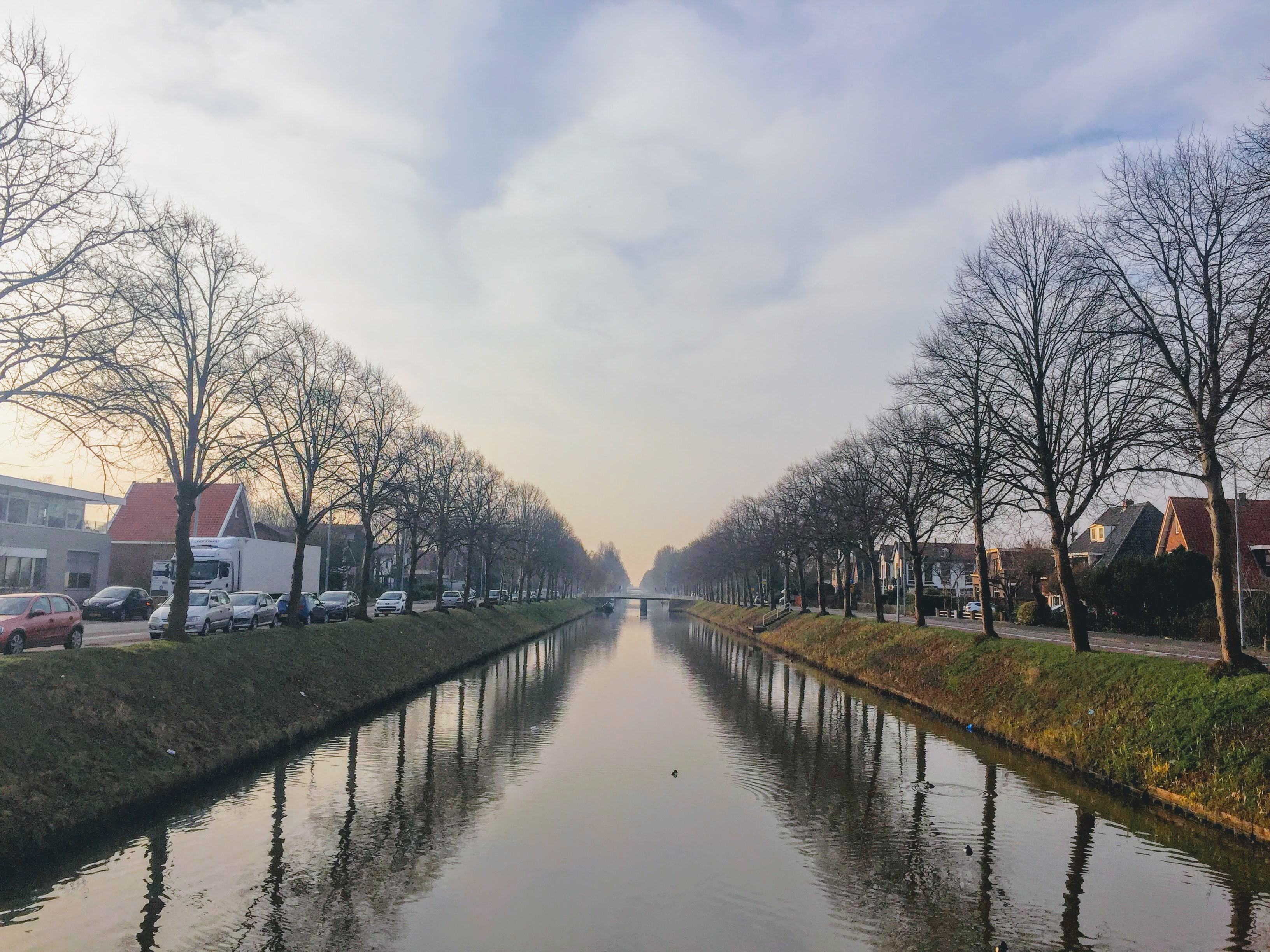
Hoofdweg brug bij winkelcentrum De Symfonie

Nieuw-Vennep is een plaats in de gemeente Haarlemmermeer gelegen in de provincie Noord-Holland met 31.595 inwoners (1 januari 2023).

## Geschiedenis
Nieuw-Vennep is een van de twee plaatsen die officieel gesticht werden na de drooglegging van de Haarlemmermeer. Het andere dorp was Kruisdorp, dat vanaf 1868 de naam Hoofddorp ging dragen. Nieuw-Vennep heette oorspronkelijk Venneperdorp. In 1868 kreeg het dorp zijn huidige naam. Ten noordwesten van het huidige Nieuw-Vennep lagen in de middeleeuwen twee eilandjes Vennip of Vennep, waar Nieuw-Vennep zijn naam aan te danken heeft. Bij de drooglegging van de Haarlemmermeer waren die eilandjes overigens allang verdwenen. Het tweetal ontleende zijn naam aan een veenriviertje: in een tiende-eeuws document staat de ‘flumen Fennepa’ vermeld (fen = ‘weide’, apa = ‘water’, dus ‘weidewater’).
De eerste bewoners waren landarbeiders die onder moeilijke omstandigheden moesten leven. Door de zware omstandigheden kreeg het dorp als bijnaam De Krim, afgeleid van de Krimoorlog die tussen 1853 en 1856 woedde. Doordat Hoofddorp het bestuurlijk en economische centrum van de gemeente werd, bleef de ontwikkeling van Nieuw-Vennep achter.
Op 9 augustus 1857 werd de Hervormde Gemeente Nieuw-Vennep opgericht die nu Protestantse Gemeente De Witte Kerk  heet. Op 2 november 1862 werd het kerkgebouw dat destijds donkere bakstenen had en nog niet wit gepleisterd was in gebruik genomen.
In 1912 wordt Nieuw-Vennep aangesloten op de Haarlemmermeerspoorlijnen met de stations Venneperweg, Nieuw-Vennep (Van Haeringenplantsoen) en Sloterweg Zuid. De spoorlijn van Hoofddorp naar Leiden is vanwege de economische crisis gesloten in 1935. De straatnaam Spoorstraat is een duidelijke verwijzing naar de voormalige spoorlijn.

## Ontwikkeling
Na de Tweede Wereldoorlog maakte Nieuw-Vennep een snelle groei door. Van nog geen 3000 inwoners in 1958, groeide het in 1975 naar zo'n 14.000 inwoners en in 2003 naar 23.000 en naar 30.000 in 2006. De ligging in de Randstad en de uitbreiding van de bedrijvigheid hebben bijgedragen aan de groei. Belangrijke bedrijven waren de Vicon, producent van landbouwwerktuigen die overgenomen is door Kverneland, een Noors bedrijf, en distilleerderij Bols. Deze laatste verplaatste de productie eind jaren 60 van Amsterdam naar Nieuw-Vennep waar het eind jaren 90 uit verdween richting Zoetermeer. Het pand werd het laatst door Stork Fokker gebruikt. Sinds april 2018 was het in 2024 gesloten  Nederlands Transport Museum in het pand gevestigd.

## Wijken en gebieden
Het dorp bestaat uit de volgende wijken en gebieden: Oost, Welgelegen, West, Linquenda, Welgelegen-Noord, Centrum, Getsewoud-Zuid, Getsewoud-Noord en Zuid plus de buurtschappen Wilhelminahoeve en 't Kabel. Daarnaast wordt ook het platteland (Omgeving) als aparte wijk gerekend. In 1998 werd begonnen met de bouw van Getsewoud-Zuid en in 1999 met Getsewoud-Noord. De bouw van Getsewoud zou voor een verdubbeling van het aantal inwoners van 1997 zorgen. In 2003 werd het geheel vernieuwde winkelcentrum De Symfonie geopend. In 2008 werd ook het project Nieuwe Kom, een vernieuwing en uitbreiding van het centrum van Nieuw-Vennep-Centrum, gelanceerd, maar dit is grotendeels stil komen te liggen. Aan de zuidrand is in 2008 begonnen met de ontwikkeling van een wandelpark, Venneperhout genaamd. Dit park loopt vanaf de Hoofdvaart tot de IJweg. Ook zijn er vier smalle, lang gerekte, parken ontstaan in de wijk Getsewoud-Zuid, Getsewoud-Noord. Dit betreft het Lentepark, Zomerpark, Herfstpark en Winterpark. Deze parken zijn aaneengesloten en een scheiding tussen de verschillende wijken in Getsewoud met een fietspad, wandelpad en een waterpartij met bruggen.

## Verkeer en vervoer
Nieuw-Vennep ligt aan het kruispunt van de Venneperweg en Hoofdweg. De eerste loopt van Beinsdorp naar Burgerveen, de tweede van Buitenkaag naar Lijnden. Het kruispunt vormt het centrum van het dorp. Ten oosten van Nieuw-Vennep loopt de A4 met het knooppunt Burgerveen. Ten zuiden van Nieuw-Vennep loopt de N207 die ter plaatse is verbreed (in 2013) tussen de Valutaweg en de aansluiting van de A4 en A44. De verbreding van de N207 tussen de Valutaweg en Hillegom werd in 2015 gerealiseerd. Ten westen ligt de N205 (Drie Merenweg).
Nieuw-Vennep heeft een spoorwegstation aan de Schiphollijn. In beide richtingen stopt viermaal per uur een sprinter.
Sinds 2008 heeft Nieuw-Vennep een aansluiting op het R-net (vroeger Zuidtangent), de snelle busverbinding (397) naar Amsterdam (Leidseplein) via Hoofddorp/Schiphol. Op station Hoofddorp kan een snelle overstap gemaakt worden naar Amstelveen en Amsterdam-Zuidoost (300) of naar Haarlem (300). Verder rijden er diverse streekbus(en) door het dorp naar Hoofddorp, Lisserbroek, Lisse, Hillegom, Beinsdorp, Noordwijk, Oegstgeest, Noordwijkerhout en Leiden.
Nieuw-Vennep heeft ook een P+R locatie ten zuidoosten van de wijk Getsewoud-Zuid.

## Bekende personen
- Chris van den Heuvel (1887-1959), landbouwer en politicus
- Cor van Stam (1920–1995), verzetsleider, burgemeester en auteur
- Jaap Schouten (1936-2023) onderwijskundige
- Ari Olivier (1939-2022), meesteroplichter
- Jilles Vermaat (1945-2017), darter
- Jan van der Zwaard (1948-2014) turner en trampolinespringer
- Franc Weerwind (1964), minister voor Rechtsbescherming[7]
- Eric-Jan Overbeek (1967), boogiewoogiepianist
- Coen van Vlijmen (1970), acteur
- Ricco van Prooijen (1973), bridger[8]
- Natalie van Gogh (1974), wielrenster
- Mitchell Donald (1988), voetballer
- Severiano Prins (1995), golfer
- Calvin Stengs (1998), voetballer
- Jord Ruijgrok (2001), voetballer
- Damian Timan (2001), voetballer
- Ilyas Bougafer (2003), voetballer
- Tallon Griekspoor (1996), tennisser[9]

## Onderwijs
Het Herbert Vissers College is de enige middelbare school in Nieuw-Vennep. Deze school is van oorsprong christelijk en heeft circa 1800 leerlingen.
Nieuw-Vennep heeft de volgende bassisscholen:
- OBS Joppe
- ICBS De Wikkeling
- De LinQ
- De Boog
- 't Venne
- Het Palet
- De Fakkel
- Het Mozaiëk
- Opmaat
- Antoniusschool

## Sport
Nieuw-Vennep kent twee voetbalverenigingen: FC VVC en SV DIOS, respectievelijk gelegen aan de rand van Welgelegen Noord en in de oude dorpskern. Midden in het dorp ligt het complex van korfbalvereniging KV KIOS. Aan de rand van Getsewoud Noord is hockeyclub MHC De Kikkers gevestigd, aan de Fandango 19. Aan de Oosterdreef is honk- en softbalclub Vennep Flyers gevestigd. Aan de Zuiderdreef is de tafeltennisvereniging (TTV Nieuw-Vennep) te vinden. Ook is er een scoutingterrein gevestigd, Scouting Kagiwepi. Volleybalvereniging Haarlemmermeer Zuid (VHZ) en speelt in de sporthal de Estafette. Er wordt ook gebadmintond in Nieuw-Vennep door Badmintonvereniging Nieuw-Vennep (BVNV) in sporthal de Estafette. Daarnaast heeft Nieuw-Vennep een eigen wielerronde; de Wielerronde van Nieuw-Vennep. Nieuw-Vennep heeft ook twee tennisverenigingen: TV Nieuw-Vennep en TV De Kikkers. Tevens zijn er verscheidene sportscholen gevestigd zoals Basic-Fit en Sportcentrum Nieuw-Vennep.

## Media

### Kranten
Nieuw-Vennep heeft zijn eigen weekblad en nieuwswebsite, het Witte Weekblad Nieuw-Vennep. Ook de gemeentelijke krant HCNieuws schrijft over Nieuw-Vennep. Regionale kranten zijn het Haarlems Dagblad, Noord-Hollands Dagblad en het Leids Dagblad.

### Radio en televisie
Gemeente Haarlemmermeer heeft zijn eigen radio, MeerRadio. Deze radio is te bereiken via FM 105.5 of 106.6.

## Verwijzingen
- Nieuw-Vennep neemt in de vertaling van Alan Ayckbourns toneelstuk De Kruistochten (The Norman Conquests) de plaats in van East Grinstead als een geschikte plaats om overspel te plegen zonder dat iemand het ziet.
- Aan het begin van "Jack names the Planet" een liedje van de poprock band Ash (band) is een klein stukje uit een (cassette) briefwisseling te horen. Hierin wordt aan de band gevraagd waarom ze het nummer niet Jack names the planet New Vennep genoemd hebben.

## Foto's

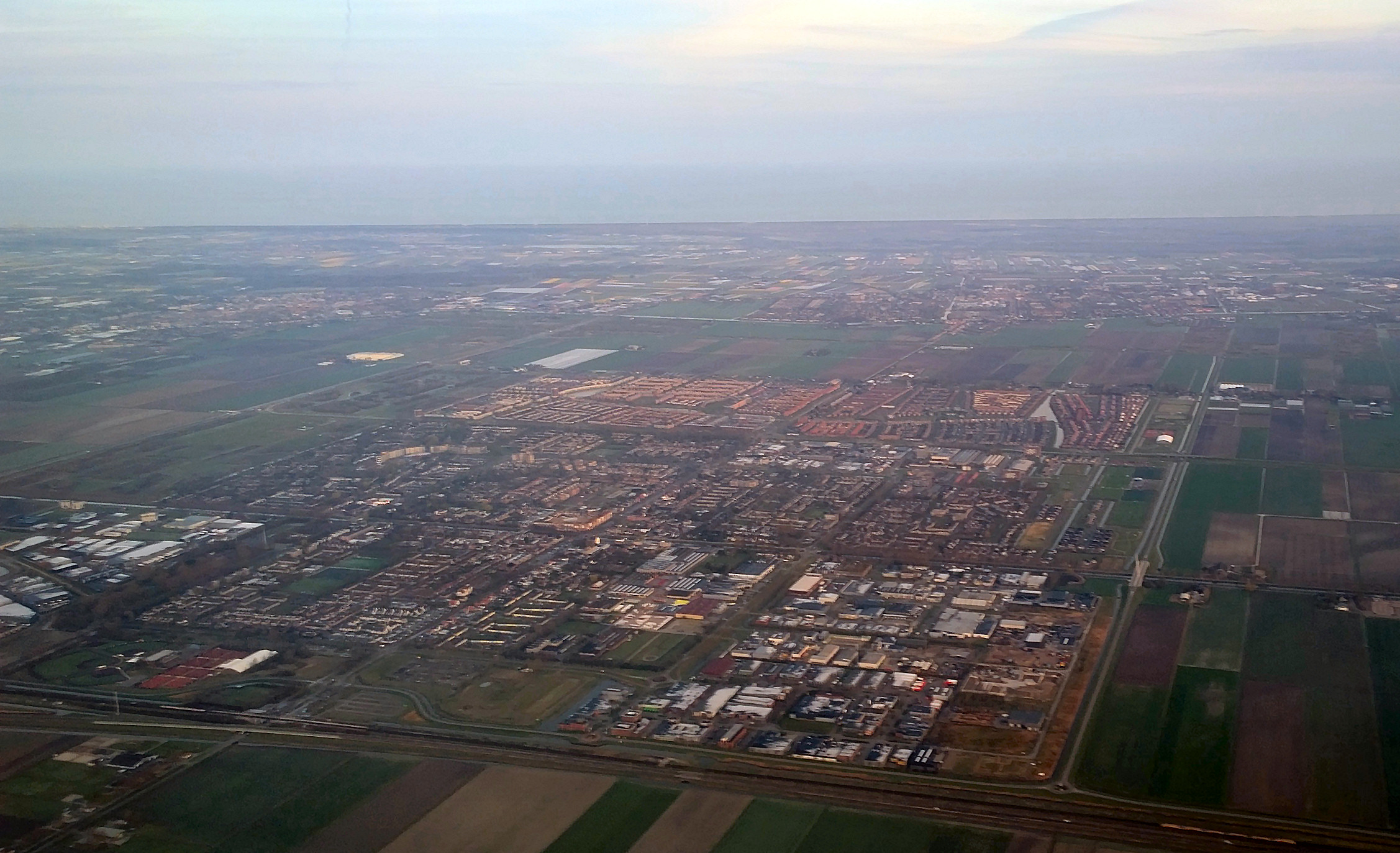
Nieuw-Vennep, gezien naar het westen (april 2015)
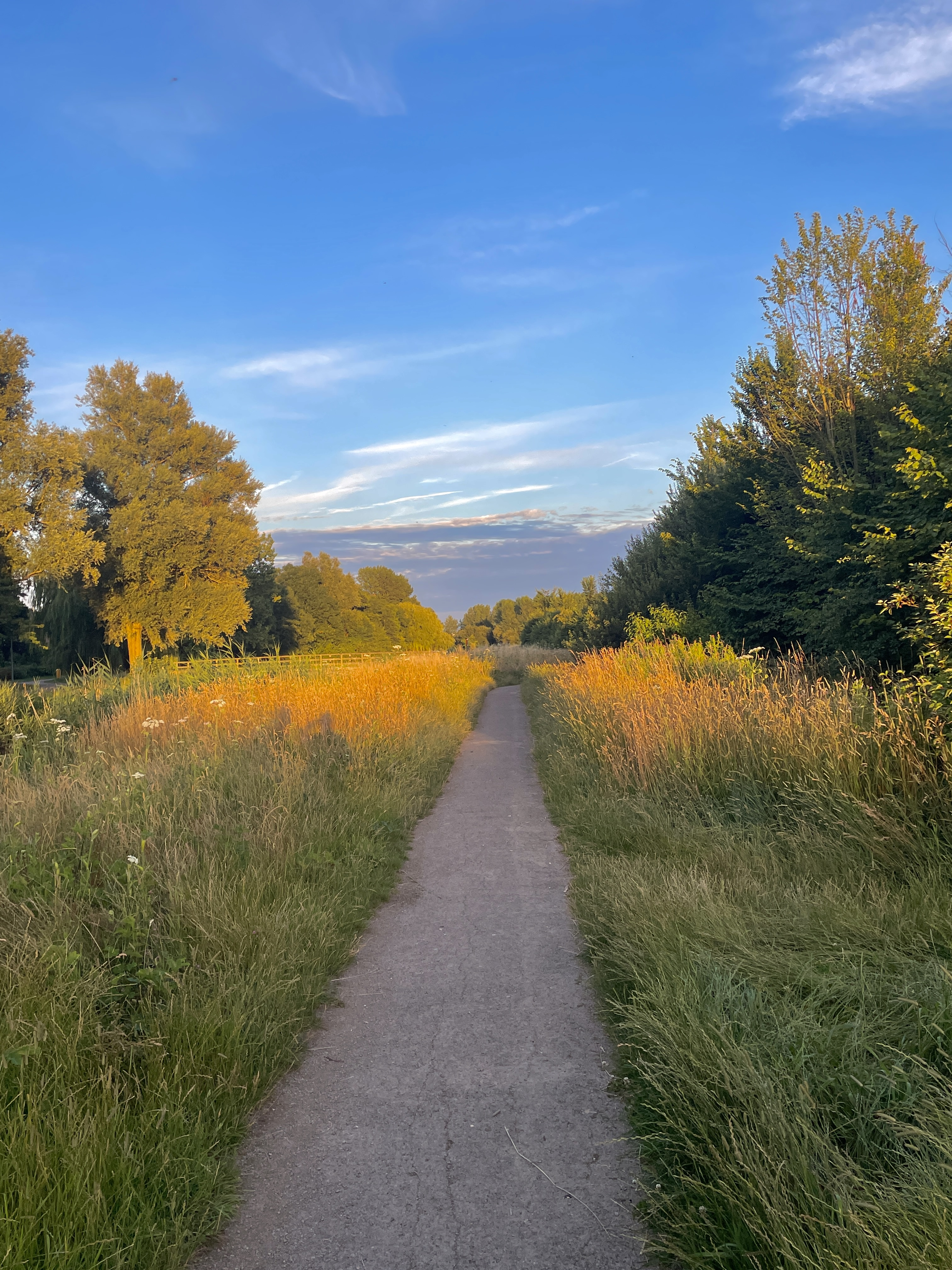
Venneperhout wandelpark.
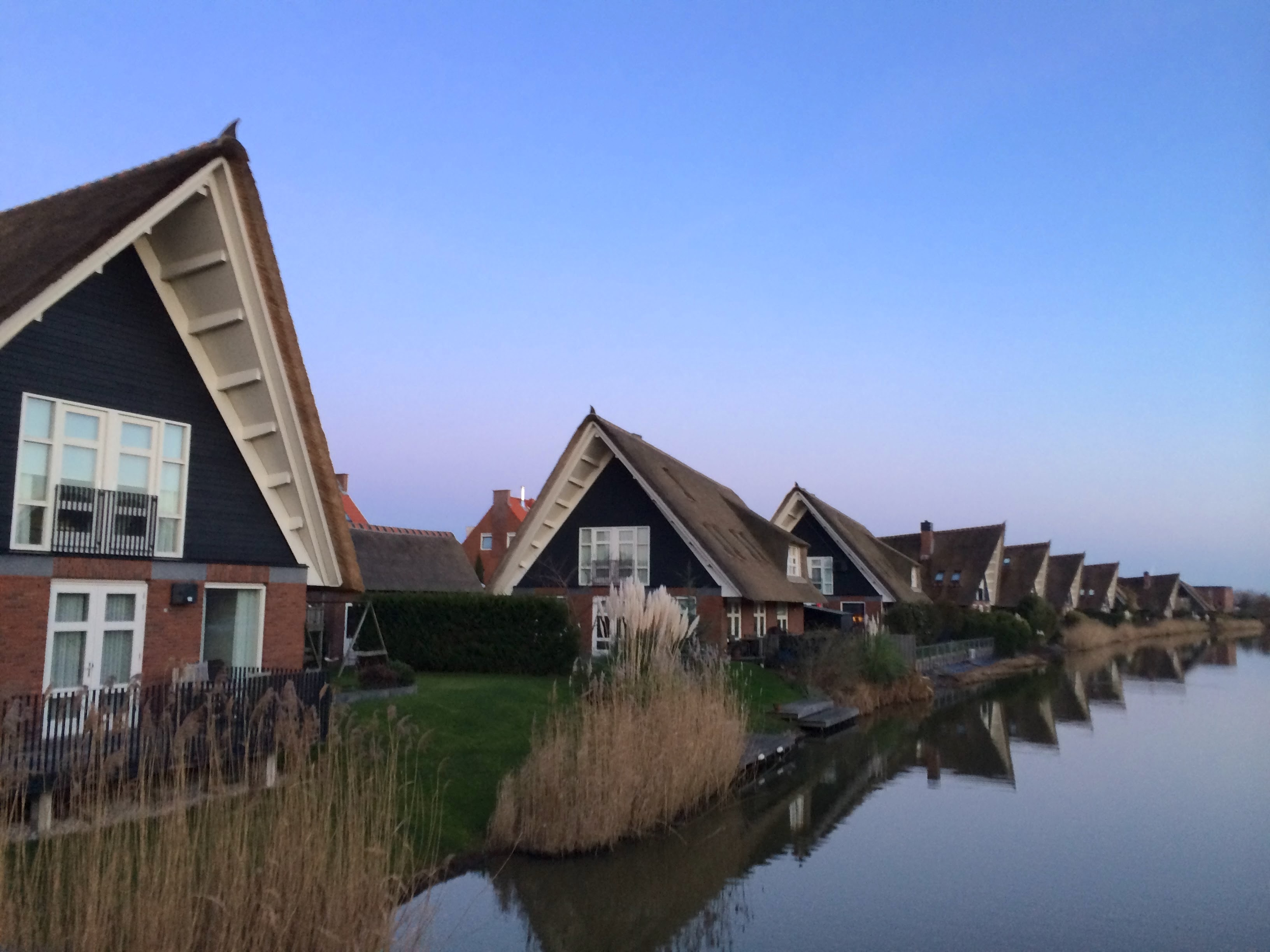
Villa's in de wijk Getsewoud
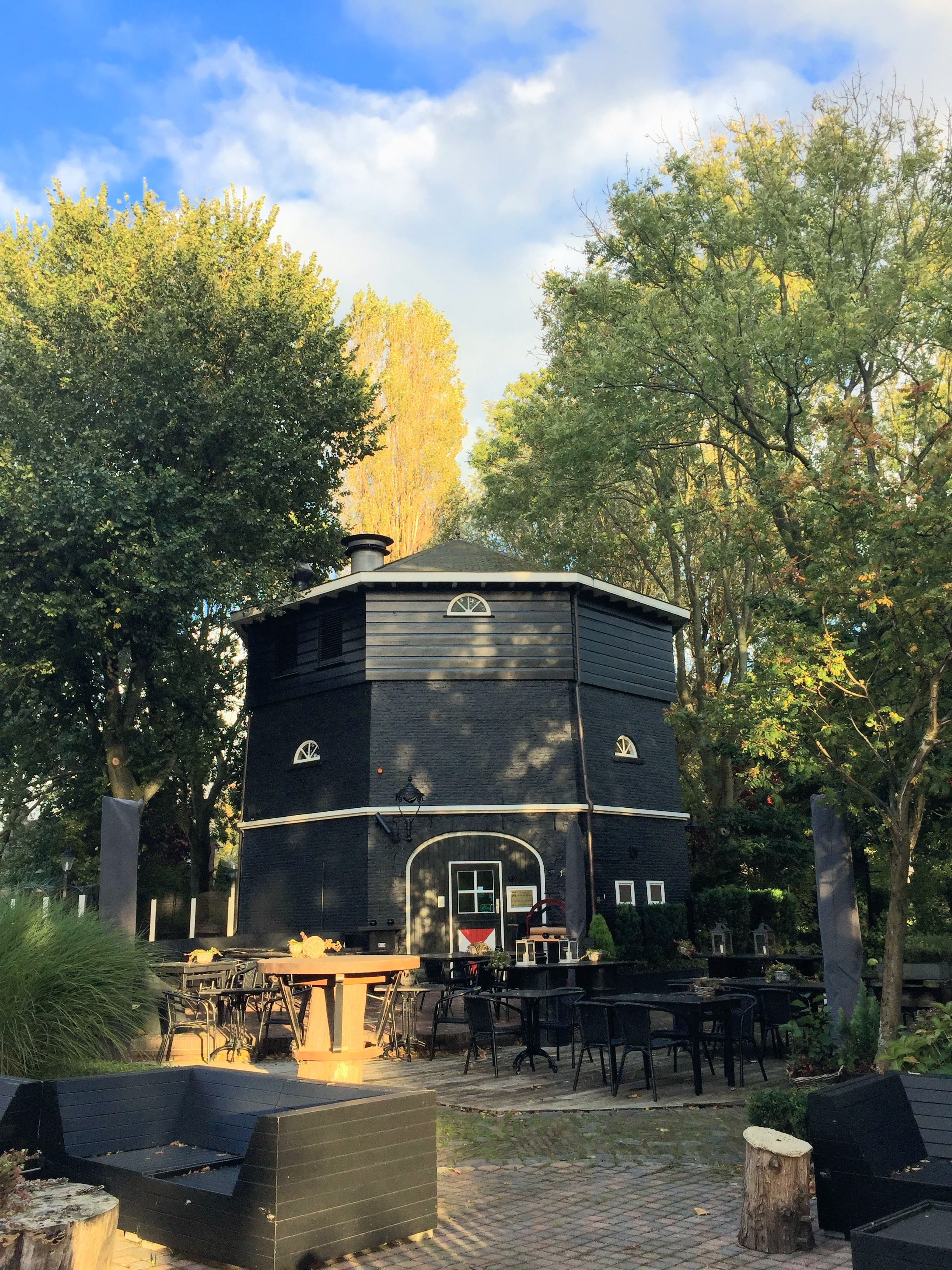
Restaurant d'Oude Molen
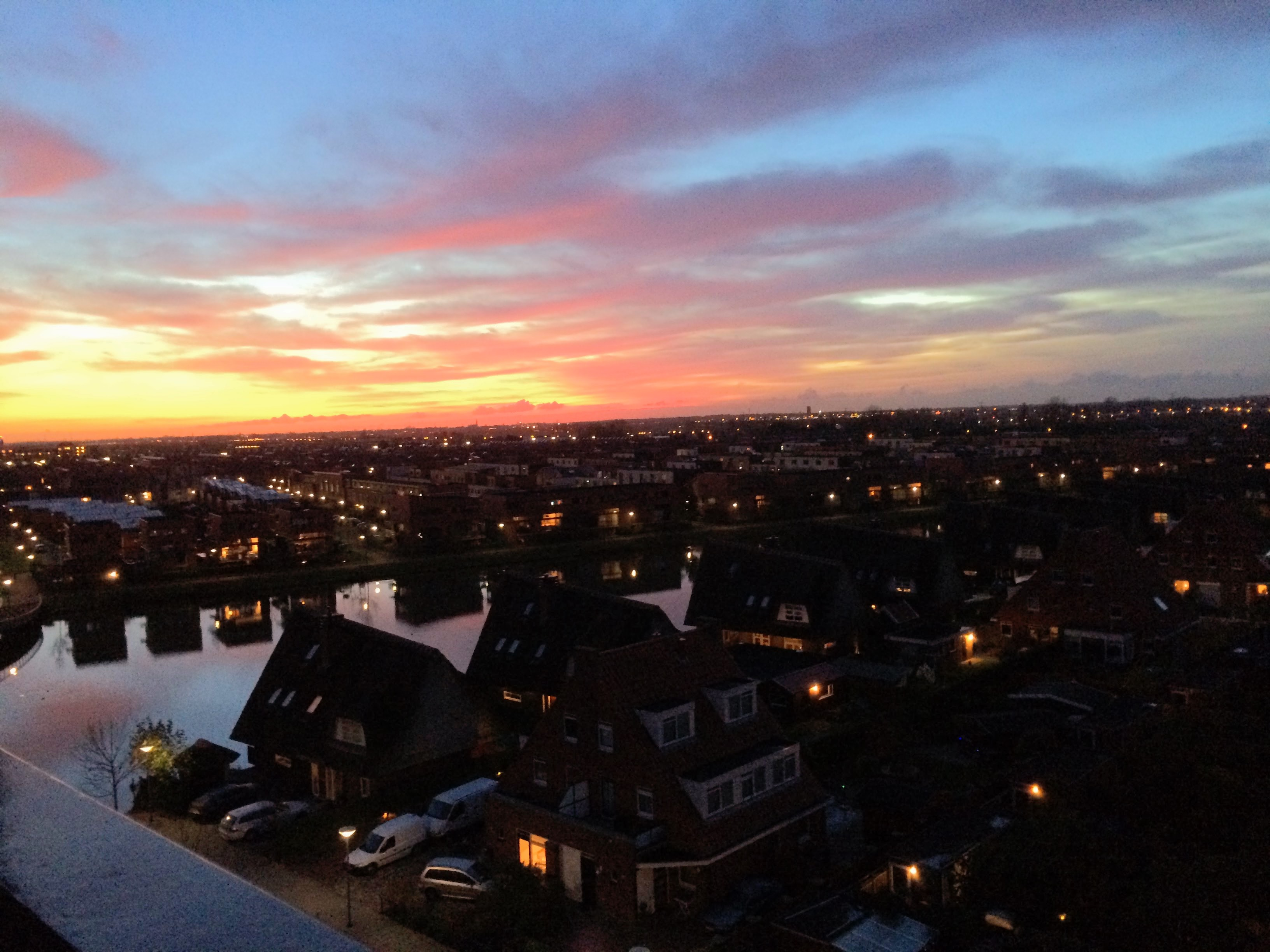
Skyline van Getsewoud Nieuw-Vennep
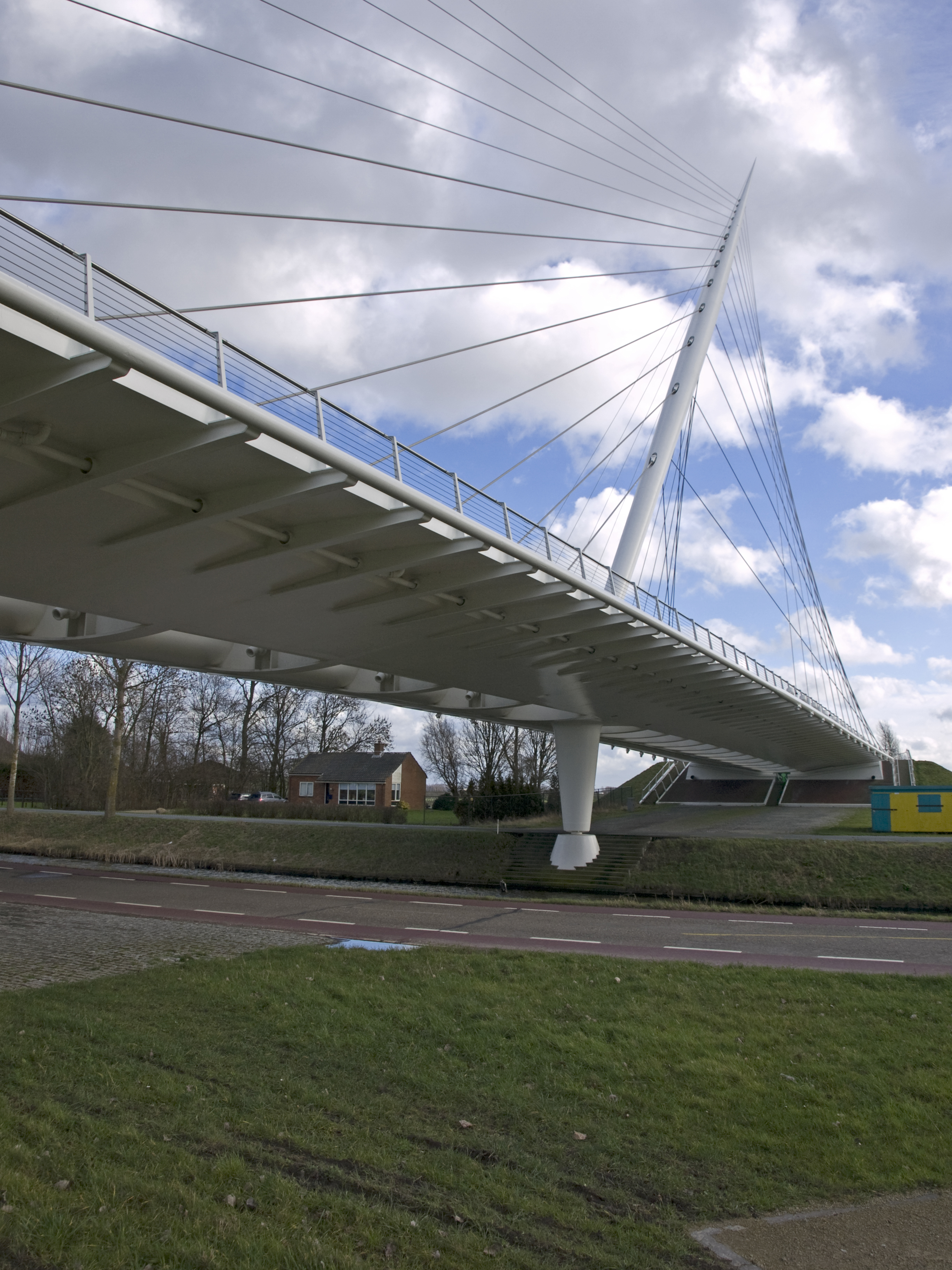
De 'Harp' bij Nieuw-Vennep, een van de drie bruggen ontworpen door Santiago Calatrava
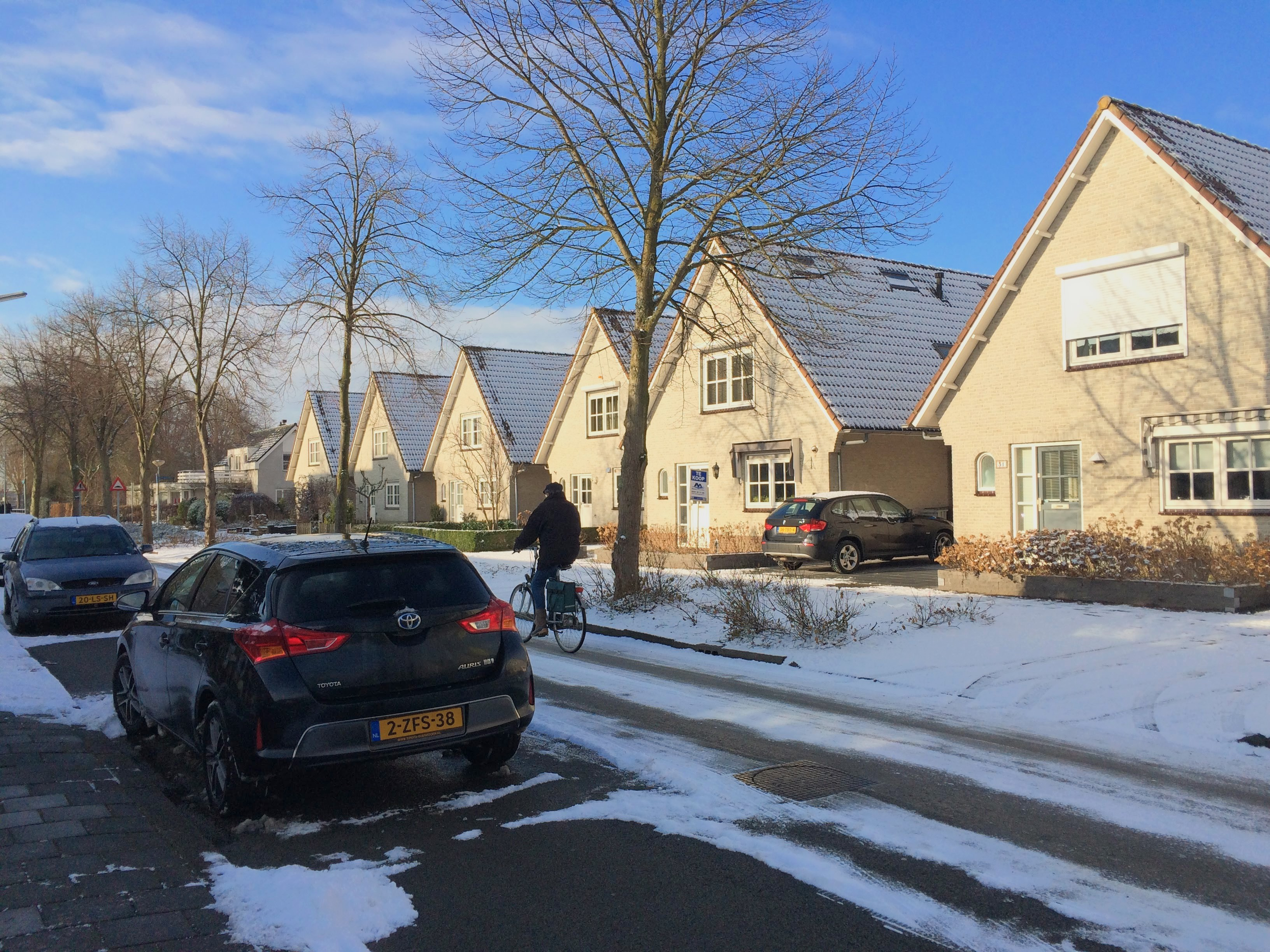
Een sneeuwige Dotterbloemstraat, Nieuw-Vennep
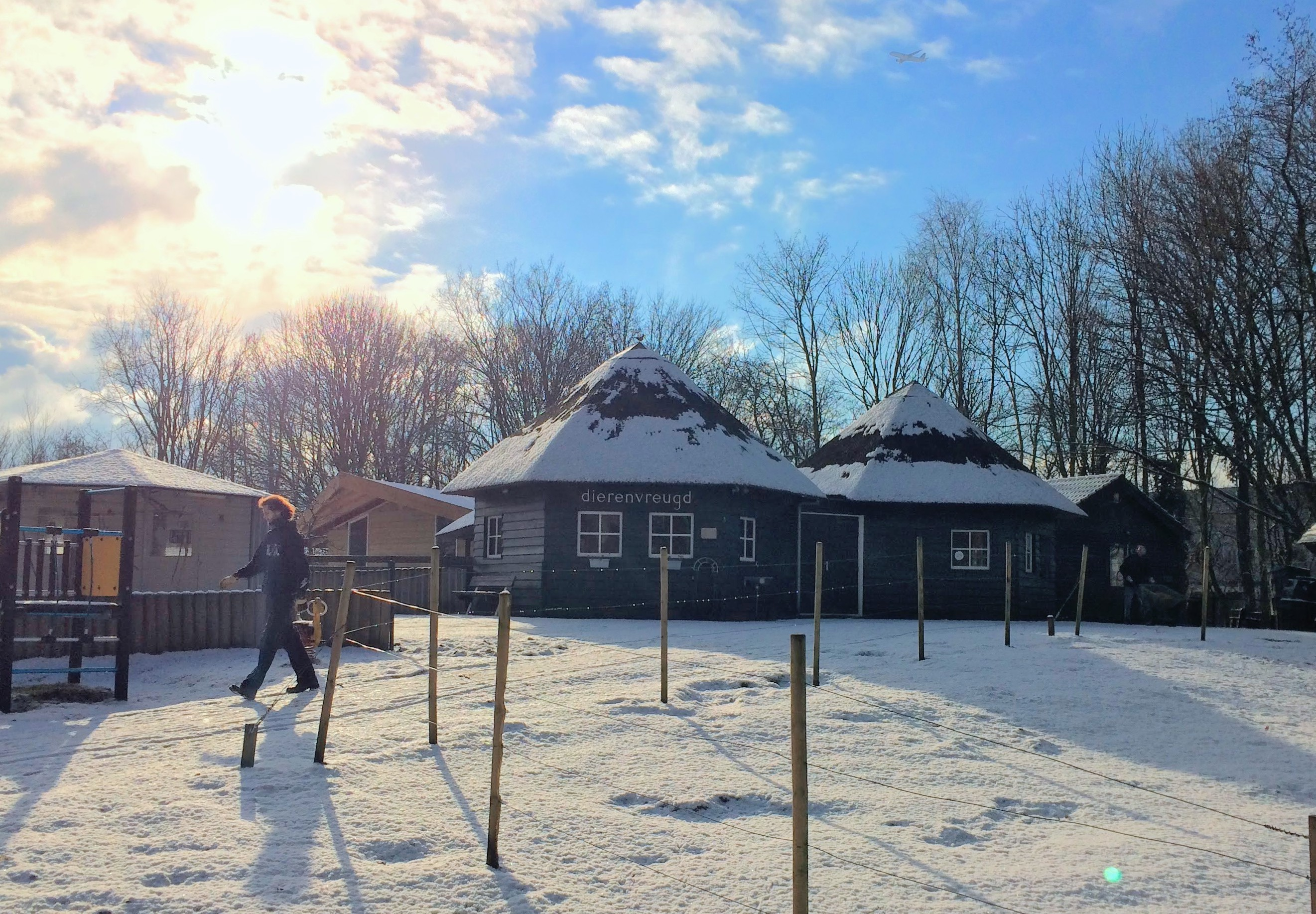
Kinderboerderij de Dierenvreugd
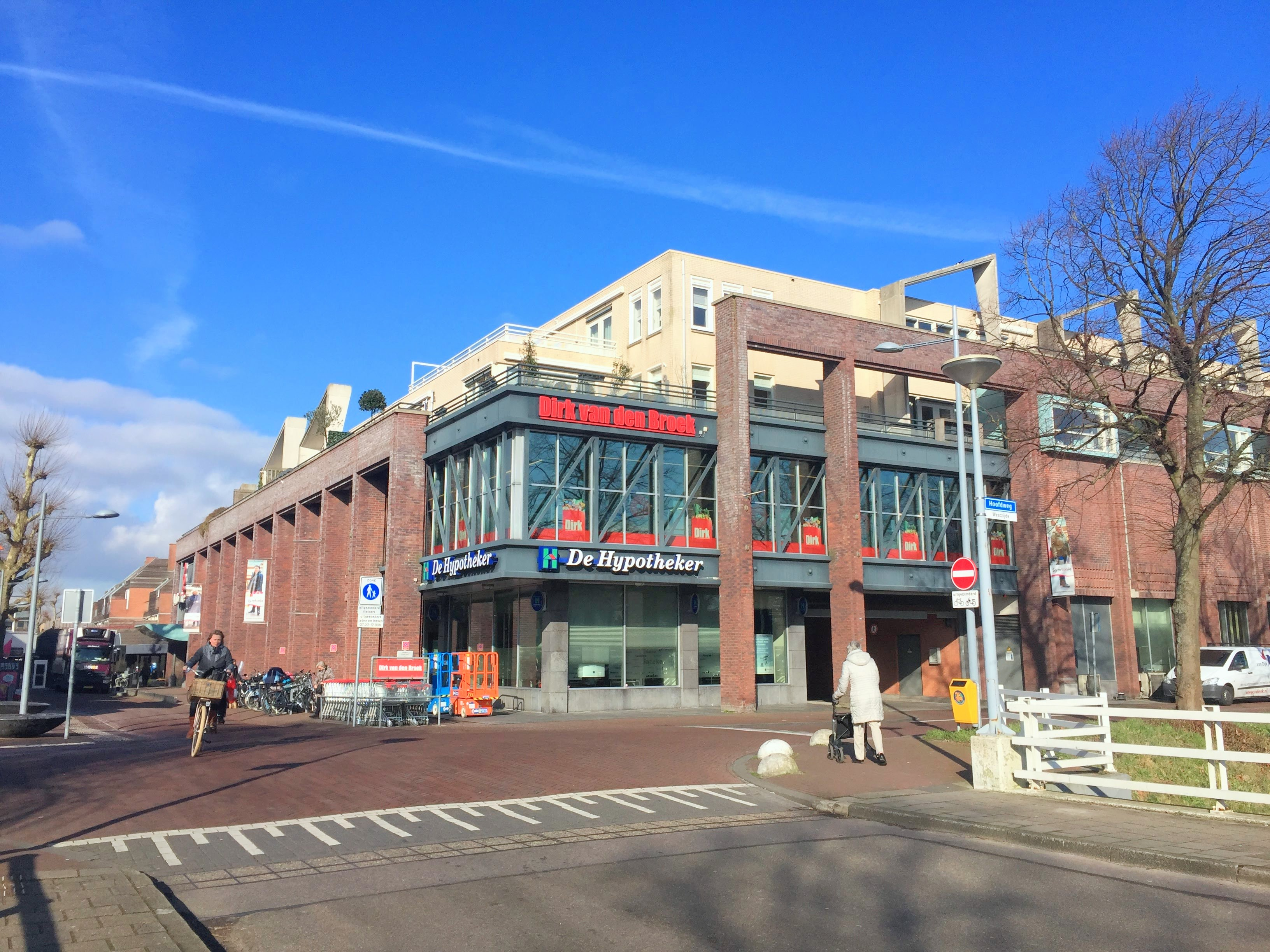
Winkelcentrum De Symfonie
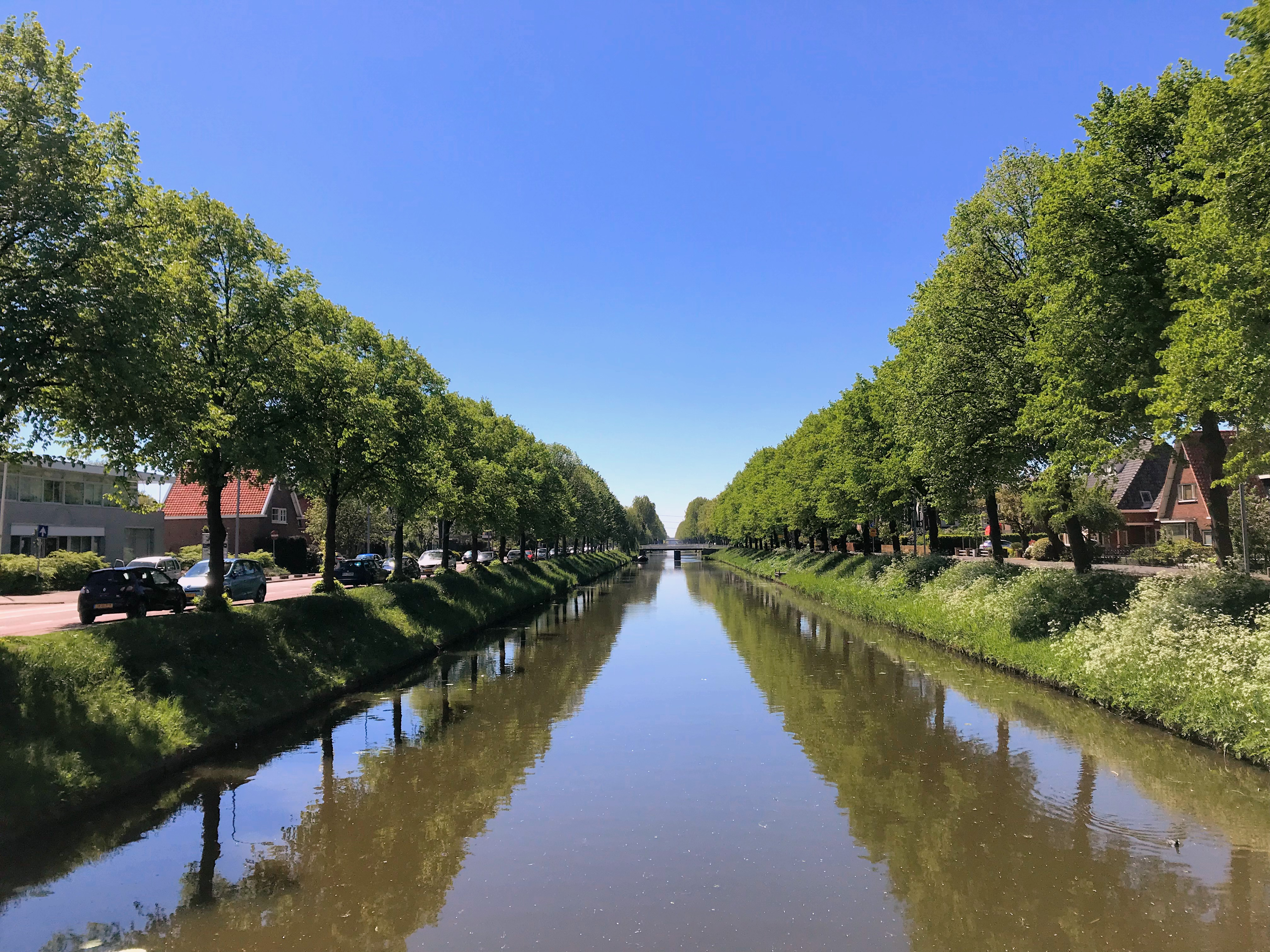
Op de fundamenten van de oude spoorbrug aan de Hoofdvaart ligt nu een fietsbrug
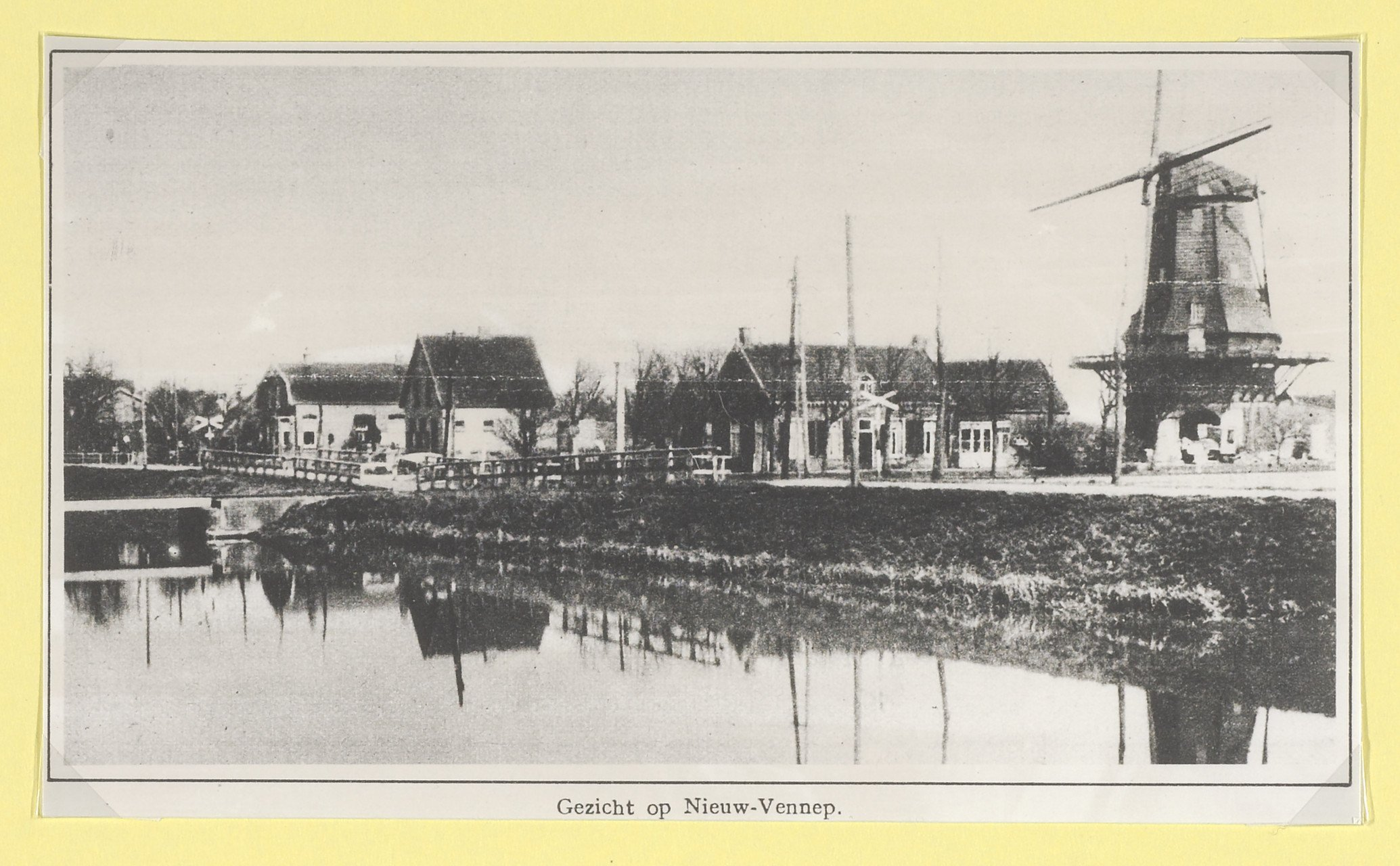
Spoorwegovergang aan de Hoofdvaart en molen "De Rijzende Zon" (anno 1858), later restaurant d'Oude Molen (tot 2018)
Nieuw-Vennep in het jaar 1948. Zichtbaar is de lijn van het voormalige spoorwegtracé aan de Nieuwkerker Tocht afbuigend ten zuiden van korfbalvereniging Kios

Plaatsen: Abbenes · Badhoevedorp · Beinsdorp · Buitenkaag · Burgerveen · Cruquius · Haarlemmerliede · Halfweg · Hoofddorp · Leimuiderbrug · Lijnden · Lisserbroek · Nieuw-Vennep · Rijsenhout · Rozenburg · Schiphol · Schiphol-Rijk · Spaarndam-Oost · Spaarnwoude · Vijfhuizen · Weteringbrug · Zwaanshoek · Zwanenburg

Gehuchten en buurtschappen: Aalsmeerderbrug · Boesingheliede · Cruquius-Oost · De Hoek · Huigsloot · 't Kabel · De Liede · Nieuwebrug · Nieuwe Meer · Oude Meer · Penningsveer · Schiphol-Oost · Vinkebrug · Vredeburg · Weberbuurt

Voormalige gemeente: Haarlemmerliede en Spaarnwoude

Noord-Holland: Steden en dorpen      Nederland: Provincies · Gemeenten